# Dreieckhorn
Dreieckhorn är en bergstopp i Schweiz. Den ligger i distriktet Raron och kantonen Valais, i den centrala delen av landet. Toppen på Dreieckhorn är 3 811 meter över havet.
Terrängen runt Dreieckhorn är huvudsakligen mycket bergig. Den högsta punkten i närheten är Aletschhorn, 4 195 meter över havet, 2,5 km sydväst om Dreieckhorn.
Trakten runt Dreieckhorn är permanent täckt av is och snö.